# T-5000
T-5000為一名「魔鬼終結者系列電影」中的人形機器人角色，同時也是該系列的第五部作品《魔鬼終結者：創世契機》中的反派，也是《魔鬼終結者：創世契機》的時間線的天网本体分身。
該角色由马特·史密斯飾演。

## 人物
凱尔·里斯传送回1984年之前的一瞬间，T-5000偷袭了約翰·康納并用他的奈米機器将其感染成T-3000。并且还杀死在场所有其他人類反抗軍，之后将T-3000传送至2014年，以便提前建造創世智能和時光機，企图在那个時間線准备发动审判日。
2017年的时候，在創世智能所在的总部，当凯尔·里斯和莎拉·康纳打算去救与T-3000对战的T-800，结果被創世智能不停骚扰，这时凯尔·里斯看到的創世智能的全息影像正是艾力克斯，与自称是天网一样，暗示了他与天网有着十分紧密的关联。
由于在主机被科罗拉多小队摧毁后依然能够行动，由此推断它也许是天网真正的主机，還可以隨意感染人類成為T-3000。
不管天网是不是机器，它的化身是具有虚拟人格，2017年的时候，在創世智能所在的总部，当凯尔·里斯和莎拉·康纳打算设置炸药毁掉天网的时候，它不停的用全息投影骚扰他们，也许是为了拖延时间，也许是因为恐惧。

## 能力
根据T-5000将人类转化为T-3000的原理（植入奈米机器人，从分子结构上改变人类身体），可以推断，T-5000也许是由无数个奈米機器人构成，这无疑是一种比液态金属和磁流体都要强大的物质，可以自由改变表面形状，而且只要在人类身体的任意一处植入奈米机器人就能将其转变为T-3000。